# خاندان جونیا

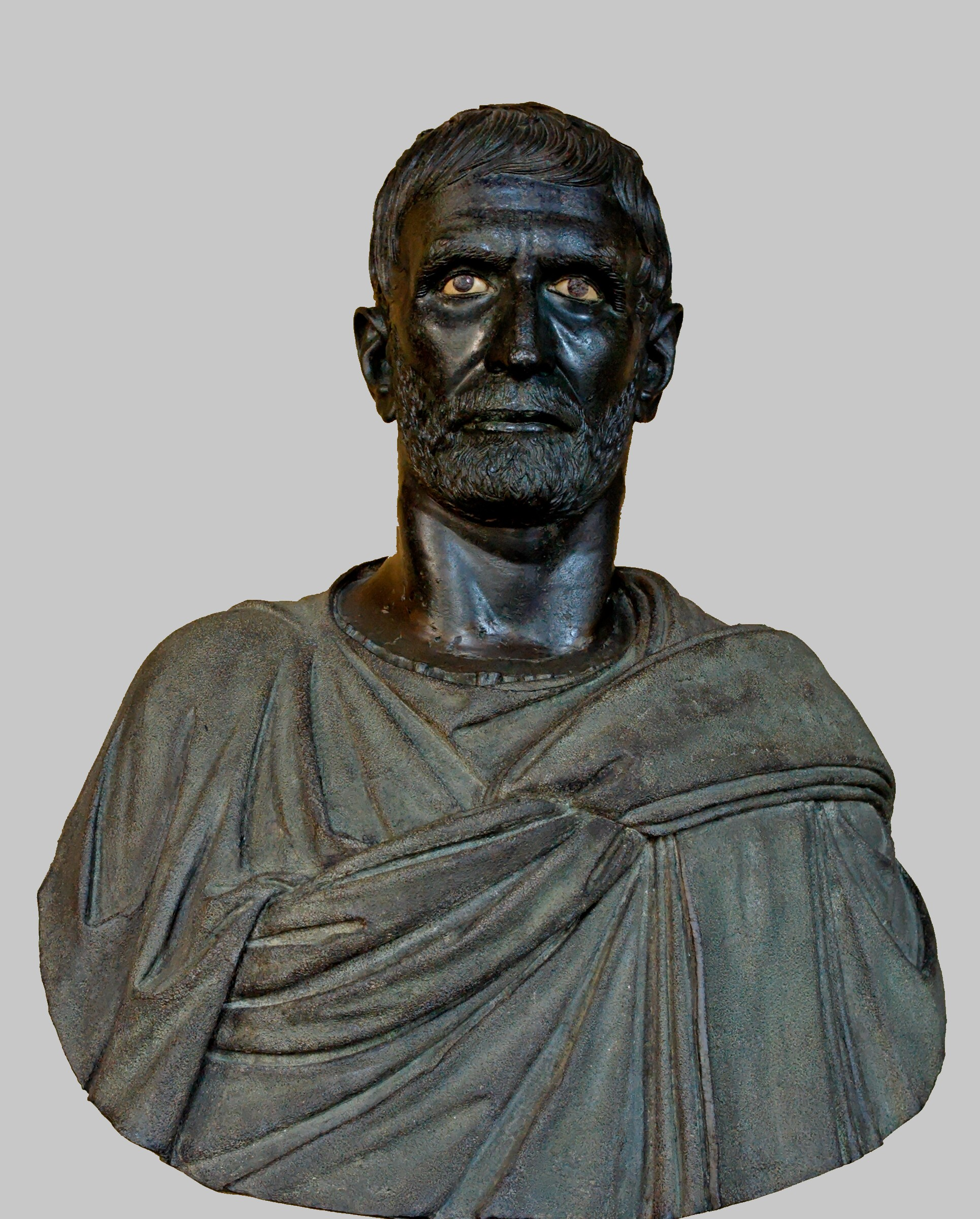
مجسمه نیم تنه در موزه‌های کاپیتولین، که با نام لوسیوس جونیوس بروتوس شناخته می‌شود.

تیره جونیا یا یونیا یکی از مشهورترین خانواده‌های روم باستان بود. وراثت در این تیره پاتریسی ممکن است پدری بوده باشد و این خاندان در آخرین روزهای دوره پادشاهی در روم مشهور بودند. لوسیوس جونیوس بروتوس برادرزاده لوسیوس تارکینیوس سوپرباس، هفتمین و آخرین پادشاه روم بود و پس اخراج پادشاه تارکوئینی در ۵۰۹ قبل از میلاد، یکی از اولین کنسول‌های جمهوری روم شد.
در طی چند قرن بعد، خاندان جونی مردان بسیار برجسته ای مانند گایوس جونیوس بوبولکوس بروتوس، سه بار کنسول و دو بار دیکتاتور در طول دوره جنگ‌های سامنیت، و همچنین مارکوس و دسیموس جونیوس بروتوس، در میان رهبران به عرصه وجود آوردند. اگرچه در اواخر جمهوری روم خانواده بروتی از خاندان جونی به علت توطئه علیه سزار از بین رفتند، خانواده دیگری به نام سیلانی از جونیا در دوره اولیه امپراتوری برجسته باقی ماندند.

## اصالت
جونیوس، نام این تیره، ممکن است از نظر ریشه نام الهه جونو، که ماه جونیوس نیز به نام او نامگذاری شده‌است، مرتبط باشد.
مدت‌هاست که باستان شناسان و تاریخ نگاران در مورد این که آیا جونی‌ها در اصل پاتریسی بوده‌اند اختلاف نظر دارند. این خانواده در کل تاریخ روم برجسته بود و همه اعضایی که شناخته شده‌اند، از اوایل جمهوری تا امپراتوری، پلبی بودند. با این حال، غیرقابل تصور به نظر می‌رسد که لوسیوس جونیوس بروتوس، برادرزاده پادشاه تارکین مغرور، یک پلبی باشد. پاتریسین‌های اوایل جمهوری به حدی نسبت به امتیازات خود احساس غرور می‌کردند که در سال ۴۵۰ قبل از میلاد، سال دوم دچمویری، قانون ممنوعیت ازدواج میان پاتریسین‌ها و پلبی‌ها صادر شد که در آن بخشی از دوازده جدول، اصول اساسی قانون اولیه روم ساخته شد. تنها پس از تصویب قانون مردان لیسینیو-سکستین در سال ۳۶۷ قبل از میلاد، پلبی‌ها مجاز به حضور در سمت کنسولگری شدند.